# Kele Okereke
 (décembre 2022).
Si vous disposez d'ouvrages ou d'articles de référence ou si vous connaissez des sites web de qualité traitant du thème abordé ici, merci de compléter l'article en donnant les références utiles à sa vérifiabilité et en les liant à la section « Notes et références ».
Kele Okereke (nom complet Kelechukwu Rowland Okereke, né le 13 octobre 1981 à Liverpool de parents nigérians), est le chanteur et guitariste du groupe de rock anglais Bloc Party. Il mène une carrière solo en parallèle.

## Biographie
Il étudie au King's College de Londres.
Leader de Bloc Party, quatre albums et plusieurs EP au compteur, il a su composer et promouvoir des titres phares comme Banquet, Helicopter, This Modern Love ou encore Mercury.
Il a aussi collaboré avec quelques producteurs de musique électronique tels que The Chemical Brothers (Believe sur l'album Push the Button - 2005) et Tiësto (It's Not The Things You Say sur l'album Kaleidoscope - 2009) . Sa dernière collaboration en date est sur le titre Ready 2 Go, issu de l'album Smash du DJ Français Martin Solveig, dont le clip a été tourné au Stade de France durant le match de football France-Croatie.
Le 21 juin 2010, il sort son premier album solo The Boxer dont le premier extrait est le single Tenderoni, qui sera utilisé pour une bande-annonce du jeux Sonic Generation, en 2011. Ce premier effort solo, se différencie des productions de Bloc Party par un son beaucoup plus électro.